# 今立進
今立 進（いまだち すすむ、1975年9月27日 - ）は、日本のお笑い芸人でエレキコミックのツッコミ担当。
東京都出身。トゥインクル・コーポレーション所属。

## 人物・来歴
1997年1月1日、創価大学の落語研究会で先輩であったやついいちろうとコンビを結成した。エンタの神様や爆笑オンエアバトルなどに出演した。
ニックネームは「だっつん」「だちくん」または「トシちゃん」。
女性誌の企画で行った"ベラファー"（ベランダファーム）バスツアーを行う。
酒好きで酒癖が悪い。「エレ片のコント太郎」ではそれについてよく突っ込まれている。
嵐のファン。IZAMとはベニバラ兎団、『夏唄日記』などの舞台で数回共演している。
2016年10月23日、一般女性との結婚を発表した。12月28日のラーメンズの片桐仁とのイベント『エレ片in両国国技館』で披露宴を行う。

## 出演
※コンビまたは「エレ片」としての出演はそれぞれの項目を参照。

### テレビ

#### バラエティ
- シャキーン!（NHK Eテレ） - ※不定期出演
- ZIP!（日本テレビ、「チューモーク！」のコーナー）
- 日向坂ミュージックパレード（日本テレビ）　ナレーション
- 笑う新選組（テレ朝チャンネル(CS) 、2011年3月11日 - 金曜日隔週）
- ゲームどうすか？（ニコニコ生放送）
- UBIch（ニコニコ生放送）

#### ドラマ
- 宇宙犬作戦（テレビ東京、2010年11月12日）- 司会者 役
- 土曜ワイド劇場 ショカツの女 新宿西署 刑事課強行犯係 第11作（テレビ朝日、2015年11月21日）- 江端不動産倒産で連鎖倒産した会社社長 役

### 舞台
- D・Nプロデュース  夏唄日記（2008年7月30日 - 8月3日）
- 故林広志Remix 二死満塁の人々
- 世界を終わりに近づける愛の魔法（2010年1月7日 - 11日）
- Cabaret カルチェ・ラタン!1950（2010年9月30日 - 10月3日）
- 久ヶ沢徹生誕50周年祭 久ヶ沢牛乳presents「A HALF CENTURY BOY」（2012年）
- 劇団なんでやねんっ! 第4回公演 ちゃんちゃんちゃんこ鍋（2013年5月6日 - 12日）
- 2.5次元ナビ！シアターVol.2〜Show Must Go On〜（2023年11月8日 - 12日）[11]
- ワーキング・ステージ「ビジネスライクプレイ3」（2024年5月3日 - 11日）[12]
- 宮下貴浩×私オムプロデュース 第7回公演「愚れノ群れ」（2024年6月5日 - 12日）[13]
- 宮下貴浩×私オムプロデュース第9回公演 舞台「霧」（2025年6月4日 - 15日）[14]

### 雑誌（現在の連載）
- 徳間書店 Nintendo DREAM 「エレキコミック・イマダチススムのダウンロー堂」

### 雑誌（過去の連載）
- 角川グループパブリッシング ChouChou 「エレキコミック今立進のベラファー」
- 角川グループパブリッシング Monthly ファミ通WAVE 「エレキ今立のイマダチ電気」

### ゲーム
- 雷子（張遼）

### その他
- ヒラメキTV（Ustream（配信終了））
- エコガインダーOX（キッズステーション（CS放送終了））
- ゲームどうすか?（ニコニコ動画生配信）
- エレキコミックのしぶしぶ送りバント（ニコニコ動画生配信）
- 東京ゲームショー2010・2011レポーター担当
- 全力応援!ニッポン（NHK キャンペーンスポットCM）
- UBIch（YouTube・ニコニコ生放送・FRESH!）
- 『LEFT ALIVE』live show（2019年1月31日 - 、YouTube・ニコニコ生放送）MC
- セブチのNo1決定戦in原宿 MC (2019年5月25日、6月1日放送 abemaTV)
- 『チョコボGP』公式生放送 MC (2022年03月01日 - 、Youtube)
- ファミコントークショップ コバヤシ玩具店（2023年7月15日[15] - 、Nintendo公式チャンネル）